# Гуляй, мужик!
«Гуляй, мужик!» — шостий альбом російського рок-гурту «Сектор газа», який був випущений в січні 1992 року. Альбом містить одну з найпопулярніших пісень гурту — «Бомж», а також пісню з найбільшою кількістю ненормативної лексики за все існування гурту — «Частушки».

## Список композицій
1. «Гуляй, мужик!» — 3:04
2. «Мастурбация» — 3:39
3. «Видак» — 3:02
4. «Колхозная» — 2:54
5. «Я устал» — 2:30
6. «ЛТП» — 3:26
7. «Бомж» — 3:32
8. «Трипак» — 4:24
9. «Як на хуторе» — 3:24
10. «Вурдалак» — 2:38
11. «Моя бабка» — 2:54
12. «Частушки» — 5:30

## Музиканти

### Студійний склад гурту
- Юрій Клинських — вокал, гітара
- Тетяна Фатєєва — вокал
- Ігор Жирнов — лідер-гітара
- Олексій Ушаков — клавішні

### Концертний склад гурту
- Юрій Клинських — вокал
- Володимир Лобанов — гітара
- Олексій Ушаков — клавішні
- Сергій Тупікін — бас-гітара
- Олександр Якушев — барабани
- Тетяна Фатєєва — бек-вокал

## Інформація
- Дата выпуска: Січень 1992 року
- Студія: «Gala Records»
- Музика, слова: Юрій Клинських
- Аранжування: Андрій Дєльцов